# Église Saint-Martin de Cambron
L'église Saint-Martin de Cambron est située dans le village de Cambron, dans le département de la Somme, non loin d'Abbeville.

## Historique
L'église de Cambron a été construite au XVIe siècle. Elle est partiellement protégée au titre des monuments historiques : inscription du chœur par arrêté du 4 mars 1926.

## Caractéristiques

### Extérieur

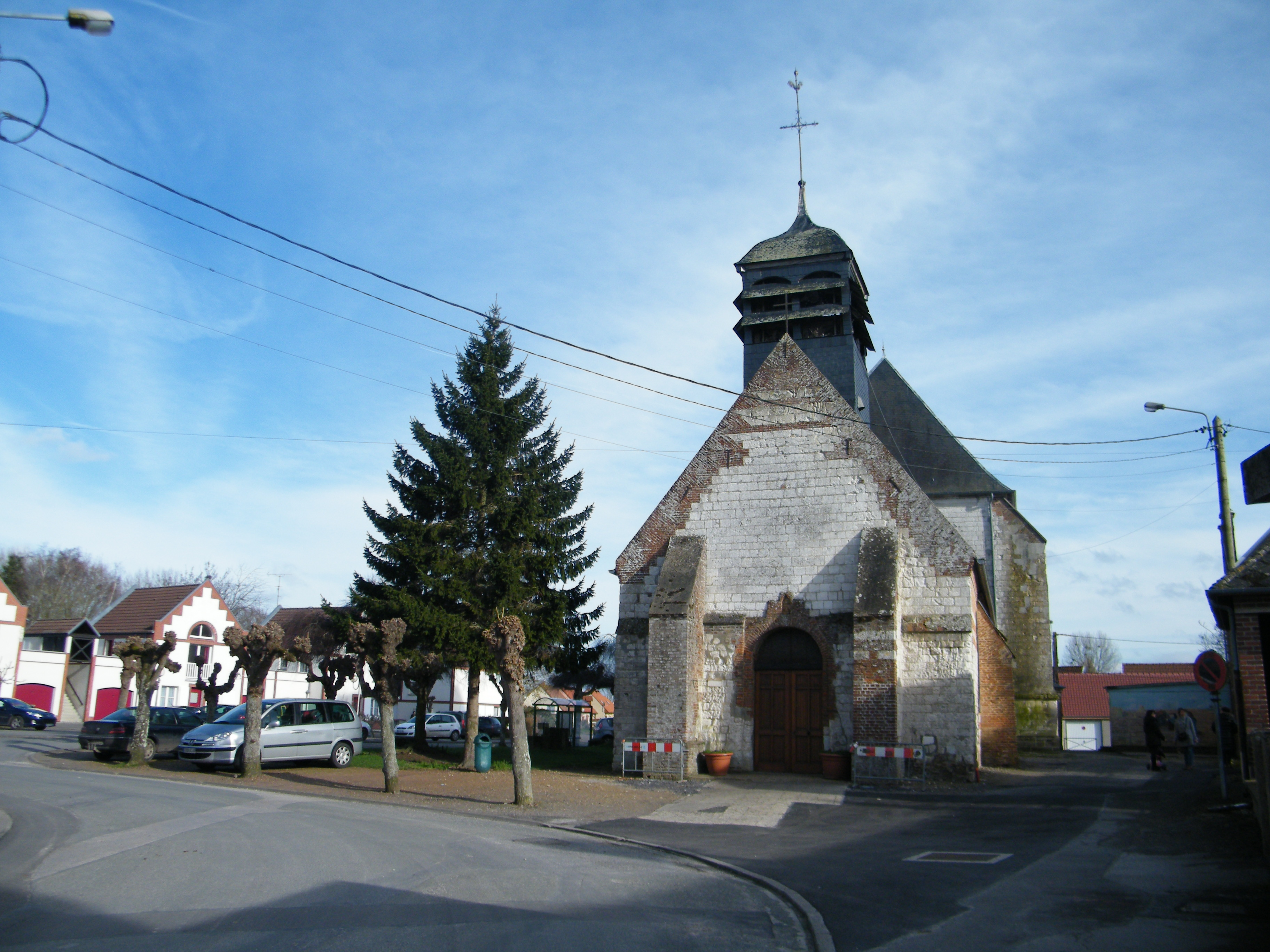

L'église de Cambron a été construite en pierre et brique selon un plan basilical traditionnel sans transept. L'édifice est renforcé sur toute sa longueur par des contreforts et couvert d'ardoise.
Le chœur en pierre est plus élevé que la nef ; la nef, longue de cinq travées, est construite sur lits de pierre et de brique alternés. Elle possède une façade d'une grande sobriété, renforcée par deux contreforts. La dernière travée de la nef, près du porche, supporte un massif clocher quadrangulaire avec toit en ardoise terminé en flèche.

### Intérieur
Le chœur possède des voûtes en pierre avec des clefs pendantes d'un style plutôt tardif et des culs-de-lampe sculptés.
L'église a conservé un certain nombre d’œuvres d'art et du mobilier classés monuments historiques au titre d'objets :  
- des stalles en chêne du XVe siècle ;
- des fragments de vitraux de la fin du XVe siècle ;
- un groupe sculpté en bois représentant la Charité de saint Martin du XVIe siècle ;
- le monument funéraire des Gaillard, en pierre, avec un bas-relief en pierre, la Visitation de la fin du XVIe siècle[4].